# Indium(III)-fluorid
Indium(III)-fluorid ist eine anorganische chemische Verbindung des Indiums aus der Gruppe der Fluoride.

## Gewinnung und Darstellung
Indium(III)-fluorid kann durch Pyrolyse von Ammoniumhexafluoroindat im Fluorstrom.
{\displaystyle \mathrm {(NH_{4})_{3}[InF_{6}]\longrightarrow InF_{3}+3\ NH_{4}F} }
Ebenfalls möglich ist die Darstellung durch Reaktion von Indium(III)-oxid mit Fluor
{\displaystyle \mathrm {2\ In_{2}O_{3}+6\ F_{2}\longrightarrow 4\ InF_{3}+3\ O_{2}} }
oder durch Reaktion von Indium(III)-chlorid mit Fluorwasserstoff bei 100 °C.
{\displaystyle \mathrm {InCl_{3}+3\ HF\longrightarrow 3\ HCl+InF_{3}} }

## Eigenschaften
Indium(III)-fluorid ist ein farbloser Feststoff, der gegen kaltes und heißes Wasser beständig ist. In kochendem Wasser hydrolysiert es zu Indiumoxidfluorid. Indium(III)-fluorid löst sich (im Gegensatz zum Trihydrat) in Wasser sehr wenig, ist jedoch leicht löslich in verdünnten Säuren. Es wird von einem sehr langsamen Wasserstoff-Strom bei 300 °C zu (fast reinem) Indium(I,III)-fluorid reduziert, von einem raschen Wasserstoff Strom zum Metall. Indium(III)-fluorid besitzt eine dem Vanadium(III)-fluorid analoge Kristallstruktur (trigonal, Raumgruppe R3c (Raumgruppen-Nr. 167), a = 5,4103 Å, c = 14,3775 Å) mit nach allen Richtungen des Raumes hin eckenverknüpften Oktaedern von Fluoratomen.

## Verwendung
Indium(III)-fluorid wird in der Synthese von nicht-oxidischen Gläsern und Cyanhydrinen sowie als Katalysator bei einigen chemischen Reaktionen eingesetzt.